# Beaulencourt
Beaulencourt település Franciaországban, Pas-de-Calais megyében. Lakosainak száma 232 fő (2022. január 1.). Beaulencourt Riencourt-lès-Bapaume, Ligny-Thilloy, Le Transloy, Villers-au-Flos, Gueudecourt, Lesbœufs és Bapaume községekkel határos.

## Népesség
A település népességének változása:
| Lakosok száma | 245  | 239  | 237  | 235  | 233  | 229  | 226  | 222  | 232  |
|               | 2013 | 2015 | 2016 | 2017 | 2018 | 2019 | 2020 | 2021 | 2022 |